# Monastero di Diskit

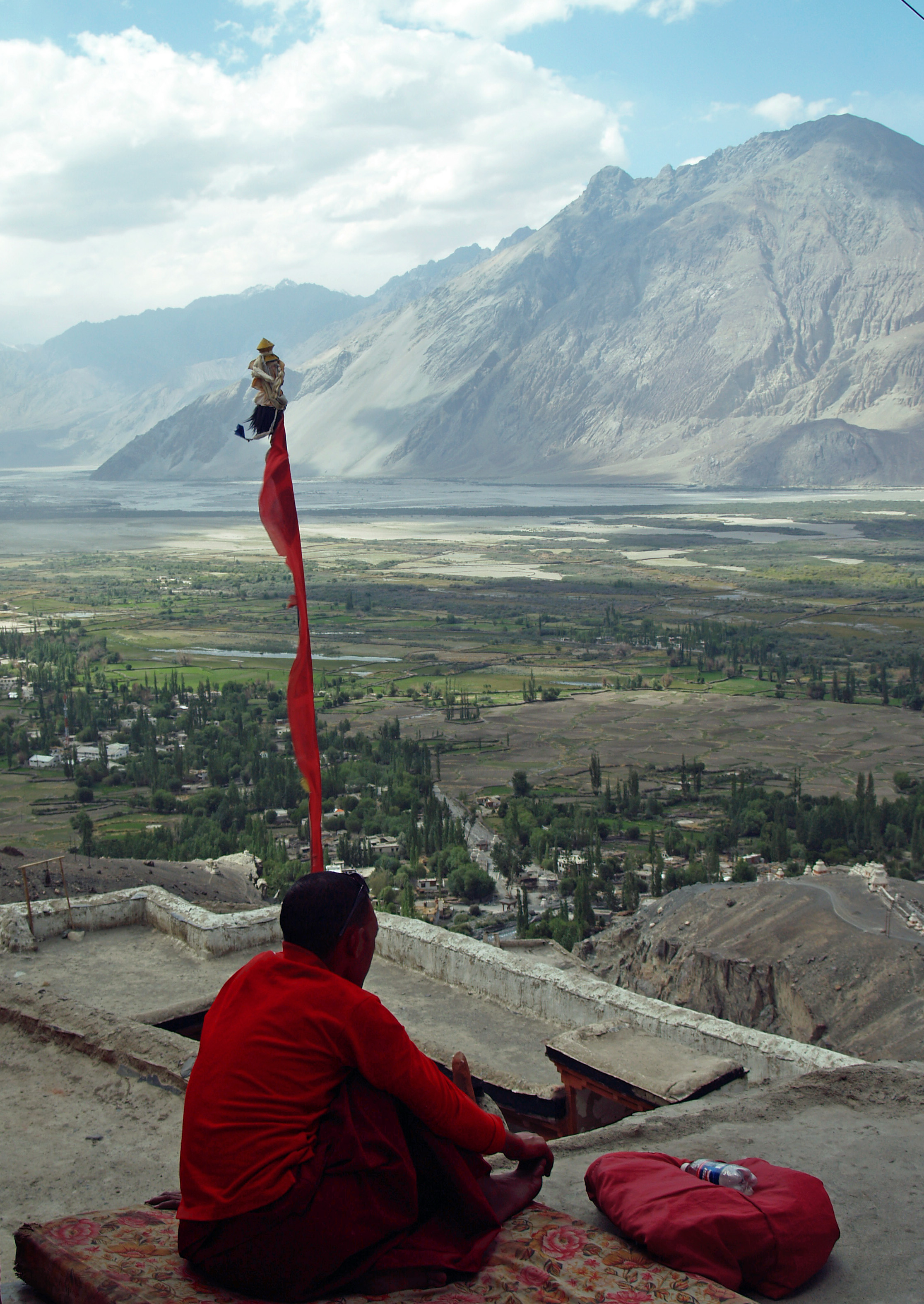
Un monaco in meditazione sulla terrazza del monastero di Diskit. Sullo sfondo si vedono la Valle di Nubra e il villaggio di Diskit

Il Monastero di Diskit, noto anche come Deskit Gompa o Diskit Gompa è il più antico e più grande monastero buddista (gompa) nella valle di Nubra nel Ladakh, nel nord dell'India.
Appartiene alla setta Gelugpa (cappello giallo) del buddismo tibetano. Fu fondato da Changzem Tserab Zangpo, discepolo di Tzong Khapa, fondatore di Gelugpa, nel XIV secolo. È un sotto-gompa del gompa di Thiksey.
Nelle sue vicinanze si trovano il tempio di Lachung e il monastero di Hundur; quest'ultimo si trova sotto la strada principale vicino a un ponte.
Nella sala di preghiera del monastero si trova la statua di Cho Rinpoche (Buddha incoronato), un enorme tamburo e diverse immagini di feroci divinità custodi. Una cupola sopraelevata al suo interno contiene un affresco raffigurante il monastero di Tashilhunpo nel Tibet.
L'amministrazione del monastero gestisce una scuola che dispone di strutture informatiche e insegna materie scientifiche, in inglese, ai bambini tibetani della regione.
A febbraio, durante la stagione invernale, nei recinti del monastero si tiene un festival popolare noto come Dosmoche o il "Festival del capro espiatorio"; vi partecipano in gran parte persone dei villaggi della valle della Nubra poiché le altre regioni di Leh sono inaccessibili durante questo periodo a causa delle forti nevicate.

## Storia

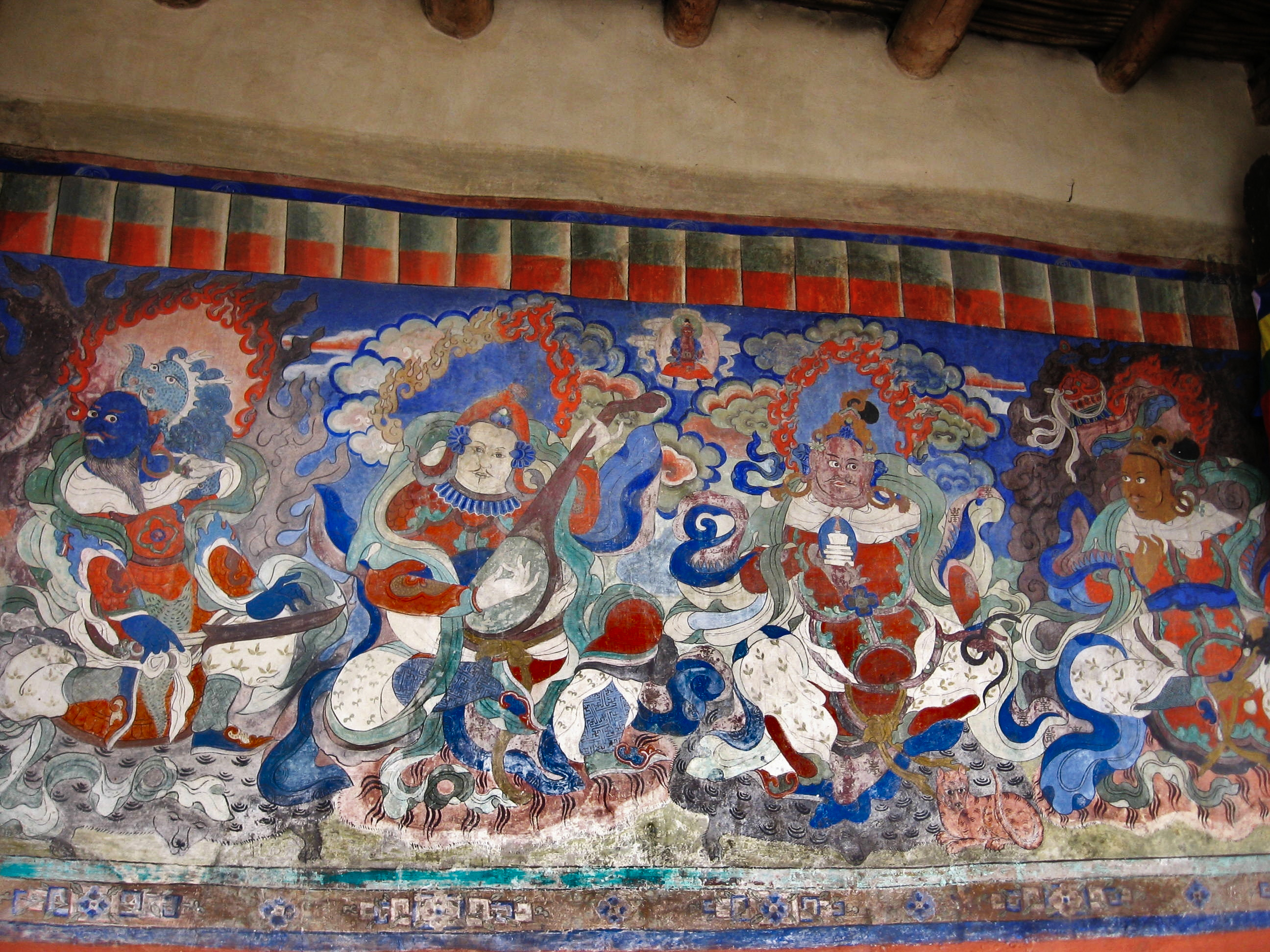
Murale ridipinto che raffigura i Quattro re celesti di fronte a una sala di preghiera (2009)

Il monastero Diskit fu fondato da Changzem Tserab Zangpo nel XIV secolo. Il Ladakh era allora governato dal re Grags-pa-bum-lde (1400-1440) e da suo fratello, che tentarono senza successo di prendere possesso della valle di Nubra, che era governata da un sovrano locale chiamato Nyig-ma-grags-pa. Il sovrano locale aiutò un sostenitore dell'ordine Gelugpa a costruire il monastero a Diskit e a erigere una statua di Tsongkhapa, il fondatore della setta Gelugpa, nel monastero. 
Durante il regno del re Blogros-chog-idan (1440-1470) che controllava anche il Tibet occidentale, Panchen Lha-btsun - un abitante nativo nella valle di Nubra - dopo aver studiato in Tibet, divenne reggente del fondatore del monastero di Tashilhunpo e infine durante l'ultima fase della sua vita tornò a Nubra. I suoi resti sono conservati a Charas.
Nel 1500 il Ladakh era governato da Bkra-shis-rnam-rgyal, che combatté e sconfisse l'invasore Mirza Haider dell'Asia centrale, a Nubra e vicino a Leh. In seguito alla sconfitta Nubra passò sotto il dominio del Re del Ladakh, anche se i capi locali continuarono a detenere alcuni poteri a Diskit e Hundar. I musulmani sciiti hanno iniziato a stabilirsi a Nubra dopo questa guerra. Il figlio di Bkra-shis-rnam-rgyal, Tshedbang-rnam-rgyal, governò il Ladakh dal 1530 ed espanse il suo regno. A quel tempo la popolazione di Nubra lo convinse a non invadere Hor nello Xinjiang, poiché il commercio con Yarkand era considerato cruciale per Nubra.
Durante il regno di Jams-dbang-rnam-rgyal (1560-1590), i registri storici indicano che il popolo Nubra versava regolarmente un tributo al re. Il re Bde-‘Idanrnam-rgyal (1620-1645) sconfisse con successo i Balti e i Moghul. I re Rgyal erano molto religiosi: costruirono muri di pietre mani in tutto il loro regno e incaricarono i monaci di recitare inni di Mani-tung chur nella valle della Nubra e in altre aree circostanti.
A metà del XVIII secolo, Tshe-dbang-rnam-rgyal cedette il controllo del monastero Diskit al Rinpoche del Monastero di Thiksey e questa disposizione è stata perpetuata fino ai giorni nostri. Da allora, Diskit è considerato un sotto-gompa di Thiksey.

## Geografia

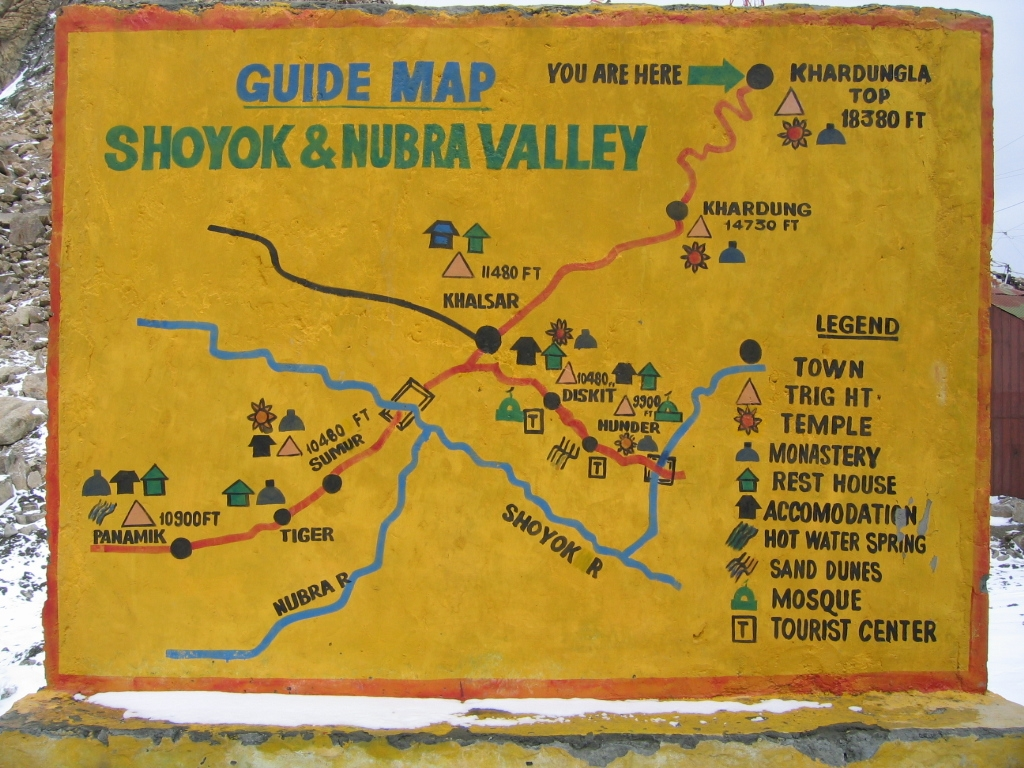
Mappa di Diskit e del passo Khardung La nella Valle di Nubra

Il monastero di Diskit è situato su una collina, appena sopra la pianura alluvionale del fiume Shyok, sulla sua riva destra, nel villaggio Diskit (3.144 metri s.l.m.) nella valle di Nubra. La strada di accesso al monastero sale da Diskit attraverso una strada accidentata e polverosa che attraversa un ruscello nel mezzo del villaggio. Il fiume Nubra è un affluente del fiume Shyok che scorre parallelo al fiume Indo sul lato settentrionale dei Monti del Ladakh. A causa della sua bassa quota rispetto alla regione circostante, la valle ha un clima mite che permette lo sviluppo di una vegetazione lussureggiante e per questo è chiamata "Frutteto di Ladakh".
La valle, che faceva parte della rotta carovaniera tra il Tibet e la Cina, è ricca di percorsi di trekking che offrono la possibilità di godere di ampi panorami. La valle è anche la dimora naturale dei cammelli. Dato che le montagne innevate che circondano la valle diventano insuperabili molte volte durante l'inverno, il villaggio Diskit e il monastero sono diventati il centro di aggregazione per la popolazione locale. Diskit è il capoluogo della valle di Nubra, sede di numerosi uffici governativi con i servizi di base.
Diskit dista circa 150 chilometri da Leh ed è raggiungibile da quest'ultima attraversando il valico innevato di Khardung La (5359 metri s.l.m.). La viabilità su questa strada, che è manutenuta dall'esercito indiano, è spesso interrotta tra ottobre e maggio a causa delle nevicate e delle valanghe. La strada è spesso - erroneamente - considerata la strada carreggiabile più alta del mondo.

## Gli edifici

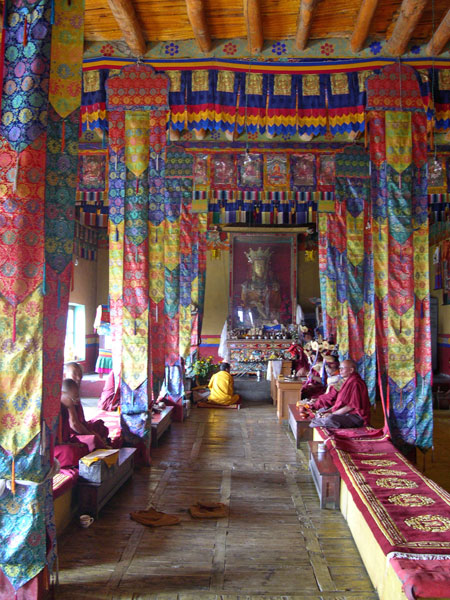
La statua del Buddha Maitreya nella sala di preghiera

Il monastero di Diskit è stato costruito ai margini della strada di accesso che collega con Parthapur e Those. L'accesso avviene attraverso una rampa di scale di pietra, che conduce alla sala di preghiera del monastero. Qui è custodita una statua del Buddha Maitreya e un enorme tamburo. Nella sala al secondo piano ci sono molte immagini di feroci divinità custodi.
Nel cuore del monastero si trova una cupola sopraelevata, contenente un affresco raffigurante il monastero di Tashilhunpo in Tibet. Il complesso del monastero comprende una serie di santuari che custodiscono numerosi testi mongoli e tibetani. Una leggenda della mitologia mongola racconta che il monastero fosse abitato da un demone nemico del buddismo il quale fu ucciso nei pressi del monastero stesso. Tuttavia, dopo la sua morte, il corpo del demone continuava a tornare nella sua vecchia dimora e si dice che ancora oggi la testa e la mano rugose del demone giacciano in uno dei tempi del monastero.

## La grande statua di Jampa (Maitreya) Buddha

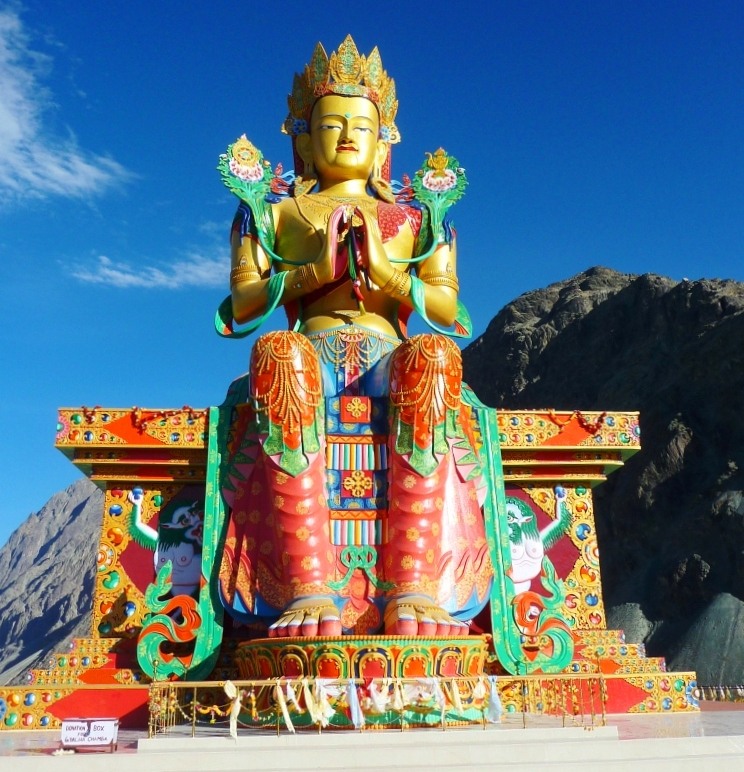
Statua del Buddha Maitreya vicino al monastero di Diskit. Alta 32 metri, si affaccia sul fiume Shyok verso il Pakistan

La photong o residenza ufficiale del Capo Lama di Nubra si trova sulla cima di una collina sotto il monastero, dove è collocata anche una grande statua del Buddha Jampa (Maitreya) visibile da molto lontano. Questa imponente statua alta 32 metri si affaccia sul fiume Shyok rivolta verso il Pakistan ed è stata innalzata in gran parte grazie al denaro proveniente da donazioni locali. L'oro per la decorazione è stato donato dai capi di altri importanti monasteri circostanti. 
La costruzione della statua è iniziata nell'aprile 2006 ed è stata consacrata dal Dalai Lama il 25 luglio 2010. Essa fu costruita con tre intenti principali: la protezione di Diskit, la prevenzione di ulteriori guerre con il Pakistan e la promozione della pace nel mondo.

## La scuola
Il monastero, che ospita circa 100 monaci, gestisce al suo interno una piccola scuola per i bambini tibetani che impartisce un'educazione tradizionale buddista oltre ad un'istruzione generale. La scuola è frequentata da più di 50 monaci dai sette ai diciotto anni ed è riconosciuta dallo Stato indiano.

## Il festival

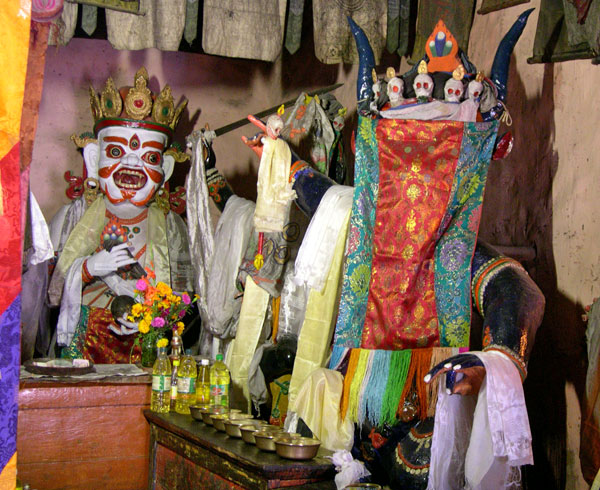
Statue delle divinità guardiane, le cui teste sono scoperte solo durante il festival

Desmochhey o Dosmoche, noto anche come "Festival del capro espiatorio" è il popolare festival di preghiera che si celebra nel monastero di Diskit, nel monastero di Likir e nel Palazzo di Leh. Poiché il festival viene celebrato a febbraio durante la stagione invernale, quando il valico di Khardong La per la neve non è praticabile per partecipare ai festeggiamenti nel monastero di Likir a Leh, grandi folle dai villaggi nella valle della Nubra si riuniscono a Diskit per assistere alla danza in maschera. La danza della maschera nota anche come danza Cham è eseguita dai monaci del monastero per esprimere in modo drammatico la superiorità del bene sulle forze del male. Si ritiene che le danze evitino la sfortuna nel nuovo anno (il capodanno tibetano si celebra a dicembre / gennaio). In questa occasione, le immagini fatte di pasta vengono gettate per scongiurare le calamità e per dare pace e prosperità alla gente. In questa occasione sono rimossi i drappi che coprono le teste delle statue delle divinità.